# مبرهنة

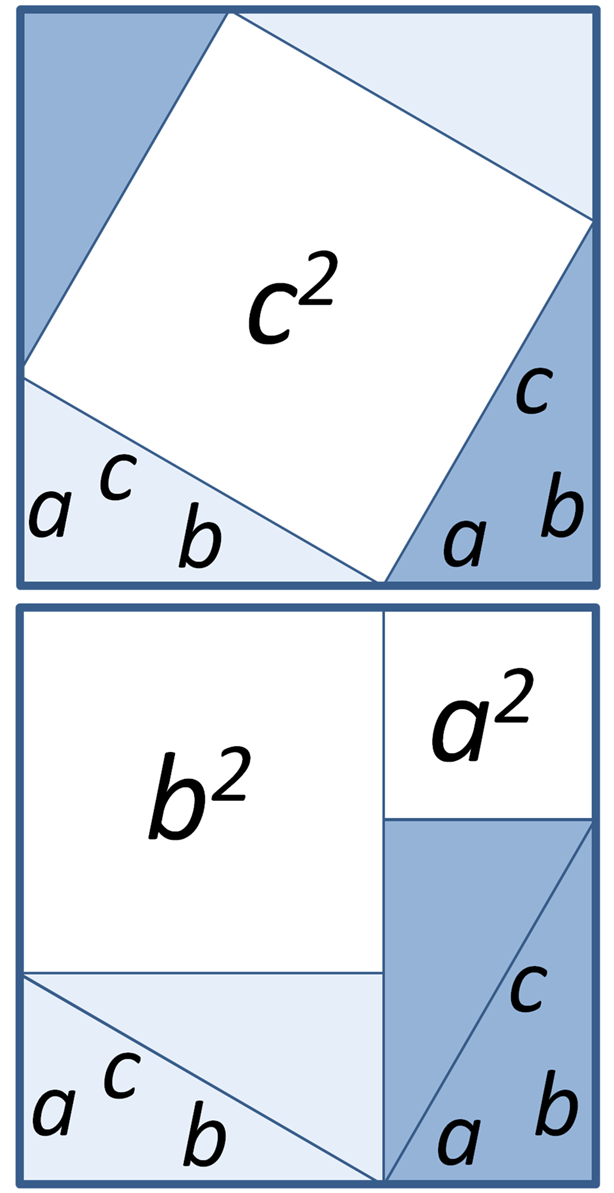
هناك ما لا يقل عن 370 إثبات معروف لمبرهنة فيثاغورس

المبرهنة (باللاتينية: Theorema) هي تقرير غير مُسلّم أُثبِتت صِحتّه بناءً على مُسلّمات علمية أو رياضية أو منطقية. تُعرَفُ المبرهنةُ في الرياضيات على أنّها الأساس للاستنتاج والحقائق الرياضية.
المبرهنات بشكل عام تحتاج إلى تأسيس، عدد من الشروط التي يجب أن تذكر وتحقق قبل ذكر المبرهنة، عندئذ تكون المبرهنة استنتاجا لهذه الشروط، فتكون المبرهنة عبارة رياضية صحيحة عند تحقق الشروط المذكورة. ومع ان البرهان الرياضي ضروري في حال المبرهنات فإنه لا يعد جزءا من المبرهنة.

## مبرهنات رياضية

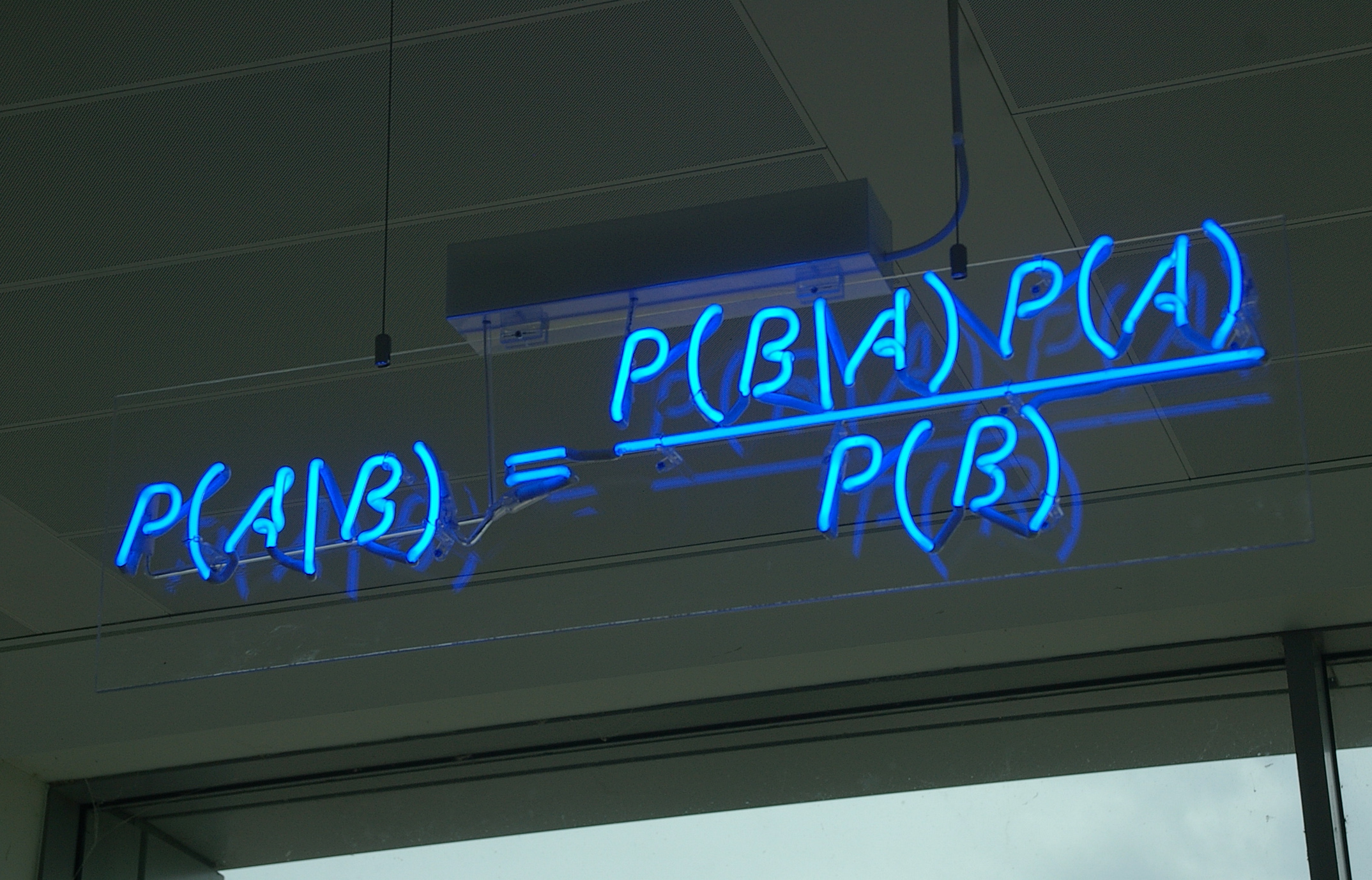
علامة نيون زرقاء تظهر مبرهنة بايز

المبرهنة الرياضية قانون صحيح دائما، يتم البرهنة على صحته، بواسطة التحليل المنطق، انطلاقا من مسلمات ومبرهنات أخرى.
في حالة عدم التمكن من إثبات صحة أو خطأ نظرية تسمى حدسية، ولا تصبح مبرهنة رياضية إلا بعد البرهنة النهائية عليها.

## تصنيفات
تعتبر صحيحة:
- المسلمات التي تعتبر بمثابة قاعدة لمبرهنة، وليس لها برهان.
- التعريفات التي تقدم وصفا أو تعريفا لكائنات رياضية تملك بعض الخصائص.
- المبرهنات التي يتم البرهنة عليها وفق تسلسل منطقي.

## بعض طرق البرهنة

### برهان بالاستنتاج
إذا كانت العبارة الرياضية {\displaystyle P} صحيحة، والاستلزام {\displaystyle Q\Leftarrow P} صحيح فإن العبارة {\displaystyle Q} صحيحة.

### الاستلزام العكسي
للبرهنة على صحة الاستلزام:
{\displaystyle Q\Leftarrow P}
```
يمكن البرهنة على أن الاستلزام:
```

{\displaystyle \lnot P\Leftarrow \lnot Q}
```
 صحيح أيضا.
```

### برهان بفصل الحالات
للبرهنة على صحة العبارة {\displaystyle Q}
```
يمكن دراسة حالتين:
```

1. إذا كان {\displaystyle P} صحيحا وكان الاستلزام {\displaystyle Q\Leftarrow P} صحيحا، فإن {\displaystyle Q} صحيحة.
2. إذا كانت العبارة {\displaystyle \lnot P} و الاستلزام {\displaystyle \lnot Q\Leftarrow \lnot P} صحيح ،فإن {\displaystyle Q} صحيحة

### برهان بالتراجع
A إذا كان عبارة معرفة على مجموعة الأعداد الصحيحة الطبيعية، إذا تحقق ما يلي:
1. {\displaystyle A} صحيحة بالنسبة للقيمة صفر {\displaystyle 0}
2. الاستلزام:

{\displaystyle A(n+1)\Leftarrow A(n)}
صحيح